# Coldsmouth and Thompsons Walls
Coldsmouth and Thompsons Walls var en civil parish 1866–1955 när det uppgick i Kilham, i grevskapet Northumberland i England. Civil parish var belägen 5 km från Kirknewton och hade 10 invånare år 1951.